# أوليفيا هاك
أوليفيا هاك (بالإنجليزية: Olivia Hack)‏ هي ممثلة أمريكية، ولدت في 16 يونيو 1983 في بيفرلي هيلز في الولايات المتحدة.

## أعمال

### أفلام
- (2009) موسم صيد 2

### مسلسلات
- أسطورة أنج

## وصلات خارجية
- أوليفيا هاك على موقع IMDb (الإنجليزية)
- أوليفيا هاك على موقع ألو سيني (الفرنسية)
- أوليفيا هاك على موقع أول موفي (الإنجليزية)
- أوليفيا هاك على موقع قاعدة بيانات الفيلم (الإنجليزية)
- أوليفيا هاك على موقع كينوبويسك (الروسية)